# Biellmann-Pirouette

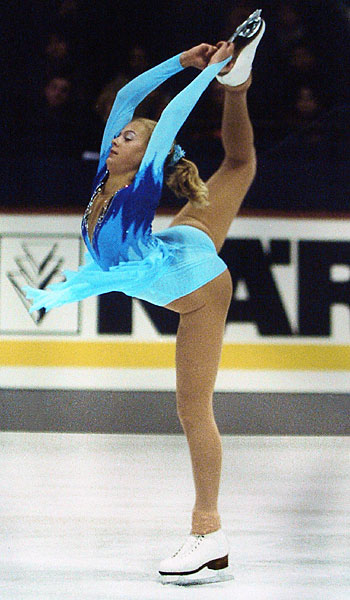
Biellmann-Pirouette, gezeigt von Zoya Douchine bei den Deutschen Meisterschaften im Eiskunstlauf 2001 in Oberstdorf

Die Biellmann-Pirouette ist eine Variante der Standpirouette, die große Flexibilität erfordert. Benannt wurde sie nach der Schweizer Eiskunstläuferin Denise Biellmann. Eine Vorform der Pirouette wurde laut Biellmann von der Schweizerin Karin Iten gezeigt, die Iten von einer Russin übernommen habe. Jewgeni Pljuschtschenko war der erste männliche Eiskunstläufer, der die Biellmann-Pirouette in sein Programm aufnahm.
Ausführung: Man beginnt mit der aufrechten Pirouette, streckt sich nach hinten über die Schulter, fasst die Kufe des freien Fußes und dehnt sich in Richtung Decke aus (der Körper bleibt aufrecht).